# The World God Only Knows
Kami nomi zo Shiru Sekai (яп. 神のみぞ知るセカイ Ками номи дзо сиру сэкай, англ. «The World God Only Knows», неоф. русск. «Одному лишь Богу ведомый мир»), также сокращённо Kaminomi (яп. 神のみ каминоми), — романтическая манга, написанная и иллюстрированная Тамики Вакаки. Выходила с 9 апреля 2008 года в журнале Weekly Shonen Sunday и выпускалась издательством Shogakukan в формате танкобонов, заключительный из которых, 26-й, вышел в августе 2014 года. Данная манга стала 45-й по продаваемости за 2010 год.

## Сюжет
В прошлом в аду произошла революция, в ходе которой нация «новых демонов» свергла «старый ад». В этой войне к новым демонам присоединились небеса, и шесть богинь пожертвовали собой, чтобы запечатать побежденных демонов. Однако среди новых демонов остались те, кто мечтал о величии старого ада и его возрождении. Данные демоны образовали экстремистскую группу «Винтаж», которая, несмотря на свою незаконность, глубоко проникла в управляющие структуры Нового ада.
По неизвестным причинам печать, сдерживающая побеждённых демонов, была снята, и около шестидесяти тысяч демонов, именуемых в манге «шальными духами» (яп. 駆け魂 какэ тама), оказались на свободе. Они укрылись в трещинах женских сердец, где стали питаться отрицательными эмоциями своих хозяек и постепенно восстанавливать утраченные силы. Для поимки этих духов и, неофициально, для захвата богинь, был создан особый отряд демонов, каждый из которых работает в паре с человеком. Человек должен заполнить трещину в сердце, не оставив таким образом места для духа. Например, помочь одержимому духом достичь успеха или исцелить его от болезней. Наиболее быстро сердце человека заполняет любовь. Однако эффект любви столь же быстр, как и нестабилен, поэтому ловцы духов предпочитают не связываться с ней. После того как дух тем или иным образом изгоняется из сердца человека, демон должен поймать его. Память людей впоследствии корректируется, чтобы ничто не указывало на работавшего в паре с демоном человека. Однако, так как ад экономит энергию, такие изменения сводятся к минимуму. Сюжет повествует об одной из таких пар ловцов духов, человеке Кэйме Кацураги и демонессе Элси.
Позднее вышел спинофф Magical Star Kanon 100 %, рассказывающий альтернативную историю. Согласно ей, вместо Кэймы напарницей Элси выступает Канон Накагава. Она становится девочкой-волшебницей, сражающейся с беглыми духами с помощью своих песен. Однако из-за заклятия демона Канон превратилась в ребёнка и может принимать свою взрослую форму лишь во время сражений. OVA с экранизацией спиноффа вышла вместе с ограниченным изданием 22 тома манги.

## Персонажи
- Кэйма Кацураги (яп. 桂木 桂馬 Кацураги Кэйма) — главный персонаж сюжета, 17-летний юноша. В начале сюжета именует себя богом игрового мира. Позднее, составив план по покорению пяти девушек разом, переименовался в демона игрового мира. Как бог игрового мира, способен обыграть любого человека в какую угодно игру, даже если играет в неё в первый раз в жизни. Однако, все же уступил богине Диане в мастерстве игры в сёги. Является фанатом симуляторов свиданий для парней. Обменявшись телами с Юи Гоидо, попав под действие скрывающегося в ней духа и начав мыслить как девушка, также на короткое время стал фанатом симуляторов свиданий для девушек. Данным симуляторам он посвящает как все своё свободное время, так и время школьных занятий. Отбирать у Кэймы игры бесполезно, так как он имеет с собой неограниченное количество запасных. Придираться к качеству учёбы также бессмысленно, так как, несмотря на свои игры, Кэйма всегда отвечает на отлично. Дома же он способен проходить шесть игр одновременно, на шести отдельных мониторах. После прохождения очередной игры Кэйма описывает её на собственном сайте. Благодаря способности покорить любую девушку, в сети он известен как «Бог-пленитель» (яп. 落とし神 Отосигами) и его сайт обладает огромным весом в игровом мире. Сам Кэйма о влиятельности своего сайта не знает, так как у него нет времени смотреть телепередачи, посвященные ему самому. Тем не менее, он крайне дорожит своим статусом бога и, даже если игра сломана, выиграть в неё для Кэймы дело чести. Благодаря этому, получив из ада предложение помочь в покорении женских сердец и думая, что речь идет о играх, он, не задумываясь, принял предложение. Результатом стал демонический контракт, обязывающий Кэйму работать в паре с Элси. В случае же попытки нарушить контракт, Кэйму обезглавит особый ошейник.

К девушкам, ставшим его целью Кэйма относится презрительно, считая, что они во всем уступают свои игровым аналогам. Это чувство взаимно, и среди девушек Кэйма имеет прозвище «Отаку-очкарик» (яп. オタメガネ отамэганэ). Несмотря на свою неприязнь, в покорении живых девушек, Кэйма столь же эффективен как и в покорении игровых. Единственной его слабостью являются девушки, которые сами проявляют агрессию в развитии отношений с ним. Впоследствии талант Кэймы сделал его с Элси тандем наиболее эффективным из существующих. Хотя Кэйма прекрасно разбирается в покорении девушек, в отношениях между людьми ориентируется крайне слабо. Например, может не понять что Диана пригласила его в парк на свидание и явиться на место встречи вместе с Хакуей, после чего искренне недоумевать увидев возмущение обеих девушек.
Сэйю: Хиро Симоно

### Ад
- Докуро (яп. ドクロウ ・スカール Докуро: Сука:ру) — непосредственный начальник Элси выглядящая как скелет. Является членом Винтажа. Во время уничтожения данной организации была объявлена её лидером и убита. После того как Кэйма отправляется в прошлое он встречает другую девушку называющую себя Докуро, одержимую манией самоубийства и склонную к превращению в ребёнка. Как утверждает девушка, именно она создала артефакт позволяющий Кэйме возвращаться в прошлое. Дабы залечить её душевные раны юноша объявляет её своей сестрой. Поцелуи же Кэймы предотвращают омоложение девушки. По мнению Кэймы обе Докуро являются одним человеком.
- Элсия де Лют Има (яп. エリュシア・デ・ルート・イーマ Эрюсиа дэ Ру:то И:ма)

Возраст: Более 300 Лет
Дата рождения: 14 марта
Класс: 2-Б
Группа крови: 0
Рост: 159 см
Вес: 44 кг
Размеры: 83-58-84
Напарница Кэймы. Как и он, носит ошейник который обезглавит её в случае гибели работающего с ней в паре человека. Глупа, слаба в магии, обожает пожарные машины и песни Канон. Благодаря тому что она триста лет проработала уборщицей, Элси имеет превосходные навыки уборки. Знания же в кулинарии ограничены адской кухней, блюдами которой Элси регулярно наводит ужас на своего партнера. Возможность ловить духов стала для неё возможностью наконец чего-то добиться. Дабы получить возможность всегда быть рядом со своим партнером, она, по совету своего начальника, представилась его младшей сестрой, внебрачным ребёнком отца Кэймы. Хотя и спокойно относится к тому что её «брат» покоряет других девушек, может приревновать его к Хакуе. Элси должна была получить демоническую медаль за свою работу, но демоны были в ужасе от того, какая дура её заслужила и по идеологическим соображениям отдали медаль второй по эффективности Норе. В итоге, начальник Элси, видя это, ввел новую награду, специально чтобы отметить её заслуги. Благодаря тому что Элси знала все песни Канон, Кэйма заставил её превратиться в Канон и занять её место, до тех пор пока не будет найден способ спасти настоящую Канон.
Сэйю: Канаэ Ито.
- Хакуа де Лот Герминиум (яп. ハクア・ド・ロット・ヘルミニウム Хакуа до Ротто Хэруминиуму)

Возраст: Более 300 Лет
Дата рождения: 24 апреля
Группа крови: А
Рост: 162 см
Вес: 46 кг
Размеры: 80-56-83
Вторая демонеса появляющаяся в манге, шестая цель Элси и Кэймы. В прошлом была одноклассницей Элси и лучшей ученицей, ныне для Элси пример для подражания. Регулярно злится на Кэйму за то, что он её игнорирует или создает лишь видимость интереса к Хакуе.
Несмотря на то что Хакуа обнаружила множество духов, её напарница не смогла изгнать ни одного. Как позднее оказалось, её методы требовали много времени, однако, в итоге изгоняли четырёх духов разом. Тем не менее, до того как это выяснилось, в сердце Хакуи образовалась трещина, которой и воспользовался её первый дух. В первый и последний раз, он был изгнан не Кэймой, а Элси. Однако, Кэйма и Элси позволили Хакуе забрать пойманного духа себе. Так как Элси была вынуждена занять место Канон на сцене, Кэйма заставил Хакую превратиться в Элси и изображать его сестру.
Сэйю: Саори Хаями.
- Нора Флориан Леория (яп. ノーラ・フロリアン・レオリア Но:ра Фурориан Рэориа) — третья демонеса, появляющаяся в манге. В отличие от Элси и Хакуа, происходит из старого ада. Обладает способностью видеть мысли людей и известна тем, что всегда изгоняет духа всего за полдня, при чём без помощи человека-напарника. В то же время известна поспешностью решений и множеством ошибок. Изначально Нора относилась к Элси презрительно, а после того как выяснилось что Элси работает эффективнее Норы, презрение переросло в ненависть к Элси и Кэйме. Это привело к тому, что под предлогом изгнания духа, Нора попыталась убить Кэйму, что также убило бы и Элси. Однако, в итоге Нора взбесила Кэйму, убив его любимую героиню и была вынуждена спасаться бегством. Позже назначается начальницей участка.
- Фиорэ Лодерия Лавингери (яп. フィオーレ Фио:рэ) — четвёртая демонеса, появляющаяся в манге. Официально является одним из ловцов духов. Неофициально — агент экстремистской организации «Винтаж», выслеживающей богинь и пытающейся возродить Старый ад. Именно она совершила нападение на Канон, желая достать богиню скрывающуюся в ней. В аниме заменена Люнэ.
- Люне (яп. ルーネ Ру:нэ) — последняя из демонесс, на данный момент появившихся в манге. Сильнейшая мазохистка, постоянно специально ранит себя ножом для бумаги, который носит с собой. Официально является одним из ловцов духов, новой начальницей округа вместо уволенной за «предательство» Хакуи. Неофициально — палач-исполнитель экстремистской организации «Винтаж», выслеживающей (и-таки поймавшей четырёх из шести) богинь и пытающейся возродить Старый ад. Именно она совершила нападение на всех девушек, покоренных Кэймой (не пойманными остались лишь Тэнри, Аюми и Тихиро).

### Сестры Юпитера
Шесть богинь пожертвовавших собой для запечатывания Старого ада. Как и демоны, после снятия печати они укрылись в женских сердцах и теперь постепенно восстанавливают силы питаясь любовью носителей. Кэйма стремится собрать и влюбить в себя их всех, как для того чтобы дать им силы защититься от Винтажа, так и чтобы спасти Канон. На текущий момент Кэймой найдены все богини.
- Аюми Такахара (яп. 高原 歩美 Такахара Аюми) — одноклассница Кэймы и его первая цель. Носительница богини Меркурий. Спортивная и весёлая девушка, член команды по лёгкой атлетике. Она играет на гитаре в группе «2В Pencils» вместе со своими подругами Элси, Мияко, Тихиро и Юи. Несмотря на то что помнит Кэйму, старалась не подавать виду и поддерживала его сближение с Тихиро. Так как Кэйма признал что лишь играл с чувствами Тихиро, Аюми открыто его ненавидела. Несмотря на это, а также то что Аюми узнала о том что Кэйма лишь притворяется влюбленным в неё, Кэйме удалось вновь покорить её. Для этого ему пришлось жениться на Аюми.

Сэйю: Аяна Такэтацу
- Канон Накагава (яп. 中川 かのん Накагава Канон) — одноклассница Кэймы, яндэрэ[3], третья цель Кэймы. Также как и Тэнри, несёт в себе одну из богинь, Аполо. Но как они встретились — не уточняется. По мнению самой Канон, у неё просто галлюцинации на почве переутомления. В прошлом она страдала от того что никто не обращал на неё внимания и чувство ненужности давало ей способность становиться практически полностью невидимой. Дабы добиться внимания к себе, она стала популярным идолом, что, однако, не избавило её, от её комплексов. Впоследствии она и Кэйма стали целями друг друга. Кэйма пытался завоевать Канон потому, что в ней скрывался сбежавший дух, Канон пыталась завоевать Кэйму потому, что тот не знал о ней и не хотел становиться её фанатом. Благодаря Аполо, после изгнания из неё духа, Канон сохранила свои воспоминания о Кэйме и благодаря той же Аполо, в итоге стала целью экстремистской организации демонов. Обнаружив за собой слежку Винтажа она обратилась за помощью к Кэйме и прилюдно призналась ему в любви. Однако, вскоре Фиорэ ранила Канон проклятым кинжалом. Дабы скрыть от окружающих состояние Канон, Элси стала её двойником и временно заняла её место на сцене.

Обитающая в Канон Аполо всегда энергична, однако, глупа и сама это признает. Дабы спасти свою носительницу от проклятья Винтажа и не дать себе переродиться во врага, она наложила на себя заклятье которое при худшем варианте развития событий превратит её в воду. Это же заклятье не дает Аполо и Канон прийти в сознание. Используя силу четырёх её сестер проклятье Винтажа удалось снять, однако, Аполо не спешит возвращаться в сознание, стараясь своими молитвами принести городу хоть немного удачи.
Сэйю: Нао Тояма.
- Сиори Сиомия (яп. 汐宮 栞 Сиомия Сиори) — библиотекарша в школе Кэймы, его четвёртая цель и носительница богини Минервы. С детства испытывает проблемы с общением и для неё представляет большую проблему высказать свои мысли вслух. Попытки же их записать порождают на столько объемные труды, что никто не в состоянии их прочесть. Поэтому, общению с людьми Сиори предпочитает мир книг. Однако, в отличие от Кэймы не желающего иметь ничего общего с реальностью, на самом деле она хотела бы общаться с остальными людьми. После завершения покорения, в памяти Сиори остались лишь сцена поцелуя и любовь к Кэйме. Однако, ввиду того что Сиори знает об отношениях Кэймы и Юи которую она принимает за мальчика, и более того видела как Кэйма явился на свидание с Юи в женской одежде, Сиори считает его извращенцем.

Как и Сиори, скрывающаяся в ней богиня является любительницей книг. Она предпочитает избегать свою носительницу скрываясь среди стеллажей. Обладает способностью создавать защитное силовое поле.
Сэйю: Кана Ханадзава
- Цукиё Кудзё (яп. 九条 月夜 Кудзё: Цукиё) — член астрономического кружка, девятая цель Кэймы. Держится в стороне от людей и всегда стремится вести себя красиво и утонченно. В ней скрывается богиня Вулкан, способная использовать телекинез и вселять свой дух в окружающие предметы. Таким образом, она может, скажем, использовать тело куклы, как своё собственное. Как Цукиё, так и Вулкан испытывали ненависть к Кэйме из-за его отношений с другими девушками. Однако, тот смог убедить их что это просто слухи.

Сэйю: Игути Юка
- Тэнри Аюкава (яп. 鮎川 天理 Аюкава Тэнри) — подруга детства Кэймы, одиннадцатая цель Кэймы, одна из целей Норы. Как и Кэйма, нелюдима. Десять лет назад, она была соседкой и одноклассницей Кэймы и влюблена в него ещё с тех времён. В то время она и Кэйма попали в пещеру полную атаковавших их сбежавших духов, где Тэнри встретила дух богини Дианы. В обмен на спасение потерявшего сознание Кэймы, Тэнри согласилась принять богиню внутрь себя. Ныне вновь поселилась в соседнем с Кэймой доме и по прежнему любит его, несмотря на то что знает все о характере его работы на ад. Что бы привлечь внимание своего возлюбленного, иногда показывает ему различные фокусы.

Обитающая в Тэнри Диана со временем стала лучшей подругой своей носительницы. Она может общаться с окружающим миром как ожившее отражение Тэнри, либо взяв контроль над телом Тэнри. Так как источником её силы является любовь Тэнри к Кэйме, Диана стремится свести их вместе и абсолютно не стесняется в методах. Например, может объявить себя невестой Кэймы. Но не видя особого интереса к Тэнри со стороны Кэймы и узнав, что он регулярно заводит романы с другими девушками, испытывает к нему глубокое отвращение. В отличие от своих сестёр Диана все ещё не получила достаточно сил для возвращения своих крыльев, что по её мнению связано с её неприязнью к Кэйме. Поэтому, стремясь получить больше силы, она стремилась заставить себя полюбить избранника Тэнри. Однако, позднее осознала что влюблена в Кэйму, а её крылья не возвращаются из-за чувства вины перед Тэнри за свою любовь.
Сэйю: Каори Надзука
- Юи Гоидо (яп. 五位堂 結 Гоидо: Юи) — талантливая барабанщица, из богатой семьи, носительница богини Марс, пятнадцатая цель Кэймы. Благодаря давлению своей матери, она не могла нормально заниматься музыкой. Однако, случайно обменявшись телами с Кэймой, она все же смогла вступить в школьную музыкальную группу в роли Кэймы. Подобно Кэйме начавшему мыслить как девушка, Юи вследствие обмена стала думать и одеваться как парень. Так как ни Юи, ни Кэйма не знали как обратить обмен телами, Кэйма, действуя по сценарию симулятора свиданий для девочек, заставил саму Юи добиваться его.

Несмотря на наличие в ней богини, по завершении покорения Юи полностью забыла Кэйму. Тем не менее, чувства по отношению к нему остались неизменными и Юи абсолютно не беспокоят ни слухи о том что Кэйма встречается с Канон, ни то что он на её глазах пытался покорить четырёх девушек одновременно. Она по прежнему придерживается мужского стиля как в поведении, так и в одежде, что прибавляет ей популярности среди парней и девушек. Однако, теперь её часто путают с мальчиком. В отношении Кэймы она ведёт себя как игрок, стремящийся покорить девушку из симулятора свиданий. Повторное развитие отношений между Юи и Кэймой позволило Марс пробудиться, а Юи — постепенно возвращать утраченные воспоминания.
Сэйю: Аяхи Такагаки

### Цели покорения Кэймы
- Мио Аояма (яп. 青山 美生 Аояма Мио) — вторая цель Кэймы. В прошлом её семья была богата, однако ныне её отец разорился и умер. Теперь она вынуждена жить в дешёвой квартире. Однако, следуя заветам отца, старается делать вид, что по-прежнему богата. Кэймой расценивается как цундэрэ, и её отвратительное поведение в отношении Кэймы полностью оправдывает это определение. Хотя она помнит о своем покорении, она не в состоянии вспомнить личность человека, изменившего её жизнь.

Сэйю: Аой Юки.
- Kусуноки Касуга (яп. 春日 楠 Касуга Кусуноки) — глава женского клуба боевых искусств и наследница семейного додзё. Пятая цель Кэймы. Из-за необходимости наследовать додзё она подавляла свою женственность, которая в итоге начала проявляться в виде её двойника. Так как ад экономил энергию, она помнит, что Кэйма записывался в её клуб, но считает, что он бросил занятия. Ввиду этого недолюбливает Кэйму. После того как Винтаж саботировал покорение её сестры, Хиноки Касуги, Кэйма переложил на её плечи излечение сердца Хиноки.

Сэйю: Ами Косимидзу.
- Тихиро Косака (яп. 小阪 ちひろ Косака Тихиро) — седьмая цель Кэймы. Не представляет собой ничего примечательного и, осознавая это, не берется ни за какие дела всерьёз. Несмотря на отсутствие каких либо контактов с Кэймой была тайно влюблена в него. Однако, вместо развития отношений с Кэймой, предпочитала признаваться всем понравившимся парням подряд. Вместо того чтобы покорять её сердце, Кэйма стал помогать Тихиро сойтись с понравившимся ей парнем. Однако в итоге, заметив её чувства к себе, Кэйма использовал их для изгнания духа. После покорения основала собственную школьную группу. Впоследствии была вновь завоевана Кэймой, пытавшимся определись скрывается ли Меркурий в ней или в Аюми. После покорения была тут же брошена, что вызвало крайнее недовольство Аюми и сильную депрессию у Тихиро.

Сэйю: Кана Асуми.
- Дзюн Нагасэ (яп. 長瀬 純 Нагасэ Дзюн) — студентка университета и выпускница той же школы, где учится Кэйма, и его восьмая цель. Вернулась в школу в качестве практиканта. Фанат Дзюмбо Цурамы. Пытается всем помогать, но вызывает этим лишь раздражение окружающих.

Сэйю: Аки Тоёсаки.
- Минами Икома (яп. 井駒 みなみ Икома Минами) — ученица третьего класса средней школы Маидзима, десятая цель Кэймы. Участница плавательного клуба. Волнуется о своих волосах, которые стали жёсткими из-за хлорки, что есть в бассейне. Для её покорения Кэйма сыграл на том, что он её сэмпай. В аниме появляется лишь на краткий миг, когда Кэйма вспоминал о всех своих покорениях в процессе поиска богинь.

Сэйю: Сатоми Акэсака.
- Риэко Хинага (яп. 日永 梨枝子 Хинага Риэко) — старушка, что живёт по соседству с дедушкой и бабушкой Кэймы в деревне. Двенадцатая цель Кэймы и Элси. Из-за того, что к старости она растеряла всех друзей (кто давно умер, а кто уехал из деревни), в её сердце образовалась пустота, куда попал злобный дух. Благодаря этому ночью Рейко вновь становилась ребёнком, только призрачным, и искала с кем поиграть. Чем безумно пугала Элси. Но после разговора с Кэймой, а также после того, как Элси убедила духа, тот вышел из сердца Риэко. Появляется только в манге.
- Сумирэ Уэмото (яп. 上本 スミレ Уэмото Сумирэ) — дочь владельца раменной и тринадцатая цель Кэймы. Стремиться стать настоящей наследницей своего отца, но тот пресекает все её старания по готовке рамена. Для того, чтобы прогнать духа из её сердца, Кэйме пришлось наладить взаимопонимание между отцом и дочерью. Правда при этом пострадал его желудок. Появляется только в манге.
- Нанака Хайбара (яп. 榛原 七香 Нанака Хайбара) — одноклассница Тэнри. Четырнадцатая цель Кэймы и Элси. Любит играть в сёги. Обижала Тэнри, из-за чего Диана решила ей отомстить, выиграв у неё в сёги. Поэтому в её сердце появилась пустота, чем воспользовался злой дух. Училась играть у Кэймы, после чего победила Диану.
- Хиноки Касуга (яп. 春日 檜 Касуга Хиноки) — сестра Кусуноки, эксцентричный дизайнер 20-ти лет. Шестнадцатая цель Кэймы. Из-за желания стать для сестры кумиром, стремилась стать самой главной, значительной и оказаться в центре внимания. В результате в щель её сердца попал злой дух, из-за которого у Хиноки сначала иллюзорно увеличивались конечности, а когда она вернулась в родной город — то сама становится гигантской. Из-за проделок Винтажа, дух, захвативший её тело добрался до 4го уровня и сделал гигантскую Хиноки ещё больше, да к тому же реальной, а не иллюзорной. Ключом к победе над духом стала Кусуноки, объяснившая сестре, что страдали они обе — Хиноки, так как хотела оправдывать ожидания сестры, а Кусуноки — так как хотела, глядя на неё, стать сильнее.
- Акари Куракава (яп. 倉川 灯 Куракава Акари) — девушка, связанная с расследованием деятельности Винтажа. Настоящее имя — Римуэль (яп. リミュエル Римюэру). Работает в паре с одной из учительниц Кэймы, Никайдо. Не следит за своими чистотой и внешним видом и имеет обыкновение всего за день начисто забывать встреченных ею людей. Игнорирует все нормы морали, целуя Кэйму просто чтобы посмотреть на его реакцию. В рамках своей работы наблюдает за деятельностью Винтажа, но отпускает таких демонов как Фиорэ, в расчете выследить более крупную добычу.

При первой встрече с Кэймой она распознавалась сенсором Элси как одержимая одним из духов и благодаря этому стала семнадцатой целью Кэймы. Тем не менее, на самом деле она всего лишь выступала приманкой для агентов Винтажа. Вместе с ней Кэйма пытался создать «идеального человека», но так и не смог покорить её сердце. В итоге, она исчезла из школы в середине покорения. Тем не менее, она запомнила его имя, что для Акари было большой редкостью. В аниме появляется в заключительных сериях 3 сезона.
- Урара Сиратори (яп. 白鳥 うらら Сиратори Урара) — одноклассница Кэймы, встреченная им во время путешествия в прошлое. Кэйма сблизился с ней, так как её семья связана с изменением истории, которое он должен провести. В одном из вариантов истории одержима беглым духом, который позволил Урара превратиться во взрослую девушку и придать взрослый облик Кэйме.

### Прочие
- Юри Никайдо (яп. 二階堂 由梨 Никайдо Юри) — учительница в школе Кэймы, напарница Акари. Благодаря напарнице обладает огромной силой и может запечатывать демонов, с которыми не может справится даже целая группа агентов Нового ада. Тем не менее, вмешивается лишь в крайних случаях и так, чтобы её причастность к поимке духов не была раскрыта. Также из манги стало известно, что Никайдо является Докуро, точнее частью настоящей Докуру, охранявшей вторую сферу, идентично которой пользуется Кейма, попадая в прошлое. Никайдо присматривала за Кеймой 10 лет, причём делала это незаметно, чтобы враги Кеймы не узнали про их связь.

Сэйю: Ацуко Танака.
- Мари Кацураги (яп. 桂木 麻里 Кацураги Мари) — мать Кэймы. Оптимистичная, добрая и заботливая, но имеет и другую сторону: раньше она состояла в байкерском клубе, и если её рассердить, она снимет очки и начнёт снова вести себя как байкер, становясь очень злой и жестокой. Любит своего сына и беспокоится за его будущее.

Сэйю: Рёка Юдзуки
- Юкиэ Муруи (яп. 丸井 雪枝 Маруи Юкиэ) — напарница Хакуи. Вся её работа сводилась к тому, что она ежедневно обходила одержимых и предлагала им купить сок. В итоге, хотя Хакуа обнаружила уже пятнадцать духов, изгнан был только один. Что заставляло её считать Юкиэ бесполезной и делать вид, что у неё вообще нет напарницы. Однако, в итоге, под воздействием Юкиэ, четыре духа были изгнаны в течение одной недели.
- Тэрада Мияко (яп. 寺田 京 Тэрада Мияко) — одна из одноклассниц Кэймы. Не имела контакта с беглым духом. Является близкой подругой Аюми, Элси и Тихиро. Играет в группе «2-B Pencils» на клавишных.

## Медиа-издания

### Манга
Манга Kami nomi zo Shiru Sekai, написанная и проиллюстрированная Тамики Вакаки, выходила в японском журнале Weekly Shonen Sunday с 9 апреля 2008 года по 23 апреля 2014 года. В качестве прототипа сюжета истории автор написал ваншот Koishite!? Kami-sama!! (яп. 恋して!? 神様!! койситэ?! Ками-сама!!), опубликованный в 32 номере этого журнала за 2007 год.
Первый танкобон издательством Shogakukan был выпущен 11 июля 2008 года, последний, 26-й, — 18 июня 2014-го.
Также серия лицензирована в Южной Корее компанией Haksan Culture Company.

### Ранобэ
Ранобэ под названием The World God Only Knows―God and the Devil and an Angel (яп. 神のみぞ知るセカイ―神と悪魔と天使 Ками номи дзо сиру сэкай - Ками то акума то тэнси, «Одногу Богу ведомый мир: Бог, демон и ангел»), написанное Мамидзу Арисавой и иллюстрированное Тамики Вакаки, было представлен 19 мая 2009 года и опубликован издательством Shogakukan под лейблом GAGAGA Bunko.
Второй том ранобэ под названием The World God Only Knows 2 Prayer and Curse and Miracle (яп. 神のみぞ知るセカイ 2 祈りと呪いとキセキ Ками номи дзо сиру сэкай ни Инори то норой то кисэки, «Одному Богу ведомый мир 2: Молитва, проклятие и чудо») вышел 18 мая 2010 года и рассказывает о жизни Хакуа.